# البيت والعالم
البيت والعالم هي رواية من تأليف الكاتب الهندي الحائز على جائزة نوبل للآداب طاغور.
صدرت الرواية باللغة البنغالية عام 1916 .

## شخصيات الرواية
نيكهيليش (Nikhil) إقطاعي مثقف، متأثر بالفكر الليبرالي الغربي،يؤمن بحرية المرأة وحقها في اتخاذ قراراتها،يمثل صوت العقل والضمير الأخلاقي في الرواية.
بيمالا (Bimala) زوجة نيكهيليش، تعيش في كنف التقاليد،تنجذب إلى فكرة التحرر من القيود الاجتماعية،تقع في حب سانديب، مما يخلق صراعاً داخلياً بين الوفاء والتمرد،تمثل المرأة التي تبحث عن ذاتها وسط عالم ذكوري.
سانديب (Sandip) ناشط سياسي وطني، ذو شخصية كاريزمية،يستخدم الشعارات القومية لتحقيق مصالحه الشخصية،يمثل الوجه المتطرف للوطنية، ويستغل مشاعر بيمالا.

## اقتباسات
"الحرية هي أعظم شيء للجنس البشري. كل شيء عداها تافه، ولا يمكن لشيء أن يوازيها قيمة."
"في الحياة الواقعية، الجبناء فقط هم الذين يطلبون التبجيل المطلق من زوجاتهم على أنه حق لهم."
"هذه هي مأساة الحياة. شيء من الضيق والانقباض مع أشياء تخفي نفسها في زاوية من زوايا قلبك، ثم تستولي على معظم كيانك في لحظات."
"ألم تقرأ التاريخ؟ ألا تعلم أن في أكبر مطابخ العالم حيث يُطبخ الحساء السياسي، تكون كل توابله وبهاراته زائفة؟"
"فالنساء هن مواطنات العالم الواقعي، لأنهن لا يُحلّقن عبر السحب في بالونات حوار مليئة بالأفكار الفارغة كما يفعل الكثير من الرجال."

"عندما زرعت بذور العبودية فينا ونمت، وبدأت تعطي براعمها، حيث أخذت تحقق إنجازات هائلة في صناعة المستبدين منا."

## أسلوب الرواية
تتعتمد رواية البيت والعالم على أسلوب سردي مباشر يتناوب بين ثلاثة رواة رئيسيين هم نيكهيليش وبيمالا وسانديب، ما يتيح للقارئ تتبع تطور الأحداث من وجهات نظر مختلفة. يعكس هذا التناوب البنية النفسية والاجتماعية للشخصيات ويوضح تعارض مواقفهم حيال مفاهيم مثل الوطنية والحرية الفردية. اللغة المستخدمة في الرواية بسيطة وخالية من التعقيد، وتركز على الوصف الواضح والحوار المكثف، مما يجعلها قريبة من القارئ. كما يتم إدماج التأملات الفلسفية بشكل متدرج داخل السرد، ما يمنح الرواية طابعاً تأملياً دون أن يعيق تطور الحدث.